# Salo Vasochi
Salo Vasochi (n. Rumania; 1921 - f. Buenos Aires, Argentina; 15 de diciembre de 1985)  fue un actor, dramaturgo, traductor, adaptador y director teatral rumano que desarrolló su dilatada carrera artística en Argentina.

## Carrera
Vasochi fue un actor dedicado íntegramente al teatro nacional, que incursionó notablemente en la pantalla chica.
Es considerado como uno de los mejores directores teatrales del momento junto con Ignacio Finder y Simón Tenowsky.
En 1950 se desempeñó como tesorero de la Organización latinoamericana de Teatro (OLAT) (1950) fundada por Alberto Rodríguez Muñoz. Después realizó varios trabajos como director artístico en el Teatro IFT.
Salo Vasochi falleció el 15 de diciembre de 1985 en la capital federal víctima de una largo padecimiento. Lo sepultaron un día después en el panteón de la Asociación Argentina de Actores del Cementerio de la Chacarita. Tenía 65 años.

## Filmografía
- 1962: Prisioneros de una noche
- 1964: La herencia
- 1969: La fiaca
- 1973: Luces de mis zapatos
- 1984: El juguete rabioso
- 1984: Gracias por el fuego
- 1986: Pinocho
- 1986: Diapasón[3]

## Televisión
- 1972: El lobo
- 1986: El trópico de cáncer
- 1986: Trópico del Cangrejo

- 1970: Teatro contemporáneo.
- 1972: Alta comedia.
- 1974: El teatro de Jorge Salcedo.
- 1981: Los especiales de ATC.[4]

## Teatro
- El tango del Ángel
- Un día de octubre
- Shalom (1955)
- Subterráneo (1957), pieza en tres actos. Donde además de actuar tuvo la codirección y música.
- A media luz los tres, de Miguel Mihura estrenada en el teatro ABC.
- El unicornio (1976)
- Sholem Aleijem, Aleijem Sholem (1977)[5]
- La nena y la mucama (1978), protagonizada por Betiana Blum.
- De victimarios y víctimas (1982)
- Alto en el cielo (1983)
- Clipperton de Jacques Espagne